# Clemens von Podewils-Dürniz
Clemens von Podewils-Dürniz (Landshut, 1850. január 17. – München, 1922. március 14.) bajor politikus, aki a Bajor Királyság miniszterelnökeként szolgált 1903-tól 1912-ig.

## Fiatalkora
Szülei a bajor ezredés és kamarás Konstantin von Podewils (1820-1887) és felesége, Philippine von Juncker und Bigatto (1822-1900) voltak. A család a pomerániai Podewils nemesi családból származott.
Jogot tanult Münchenben, és 1872-től 1875-ig praktizált Münchenben, Weilheimben és Landshutban. 1879/80-ban a miesbachi kerületi tanácsban és Felső-Bajorország térségi kormányában dolgozott.

## A bajor diplomáciában
1881-ben a berlini bajor küldöttségen volt küldöttségi titkár, majd 1881-ben tanácsos és rendkívül küldött, később az olasz bíróság teljhatalmú meghatalmazott minisztere volt. 1896-tól 1902-ig rendkívüli követ és meghatalmazott miniszter volt a bécsi osztrák-magyar bíróságnál.

## A bajor kormányban
1902-ben bajor egyházi és iskolai ügyekért felelős belügyminiszterré nevezték ki. 1903. március 1-jén átette a minisztertanács elnöki székét, egyesítve a királyi ügyekért felelős államminiszteri, valamint külügyminiszteri posztot. Hivatali ciklusa alatt demokratizált tartományi választási törvényt, és megreformált községi választójogot vezettek be. Luitpold bajor régens a „kedvencének” tekintette, de később 1912. február 9-én Georg von Hertlinggel váltotta fel.
1918-ban Podewils képviselte Bajorországot az Oroszországgal folytatott breszt-litovszki béketárgyalásokon.
1922. március 22-én hunyt el Münchenben.

## Fordítás
- Ez a szócikk részben vagy egészben  a   Clemens von Podewils-Dürniz című angol Wikipédia-szócikk ezen változatának fordításán alapul.  Az eredeti cikk szerkesztőit annak laptörténete sorolja fel. Ez a jelzés csupán a megfogalmazás eredetét és a szerzői jogokat jelzi, nem szolgál a cikkben szereplő információk forrásmegjelöléseként.